# 河南省潢川幼儿师范学校
河南省潢川幼儿师范学校是位于河南省潢川县的一所幼儿师范学校，是河南省9所幼儿师范学校之一。

## 沿革
清光绪三十三年九月（1907年9月），光州师范传习所在南城西街创办，此为潢川师范教育的开端。次年，光州师范传习所改为光州官立初级师范学堂，学制三年，第一届学生毕业后停办。民国9年（1920年）和民国18年（1929年）先后成立了潢川县立单级师范学校、潢川县立三年制女子师范学校，均先后停办。民国29年（1940年）潢川县立简易乡村师范学校成立。民国32年（1943年），河南省第九行政区在潢川县武衙门开办九区联立师范学校（简称：九区联师）。
1949年，潢川县立简易乡村师范并入九区联师，改名为“河南省立潢川师范学校”。1953年根据河南省教育厅指示，改名为“河南省潢川师范学校”。1969年10月，潢川师范学校因信阳师范学校并入，改称“信阳地区师范学校”。1973年春，学校因信阳师范学校撤回，恢复“河南省潢川师范学校”校名。2002年由普通中等师范学校转为幼儿师范学校。

## 现状
学校现开有学前教育、初等教育、英语教育等专业，在校学生3000多人。从2011年开始，与信阳师范学院联合招收五年制大专层次学前教育专业学生。学校与黄淮学院、河南科技大学等高校联合举办成人高等教育，现在册学生800多人。承担有全市中小学教师和幼儿园教师继续教育培训工作。

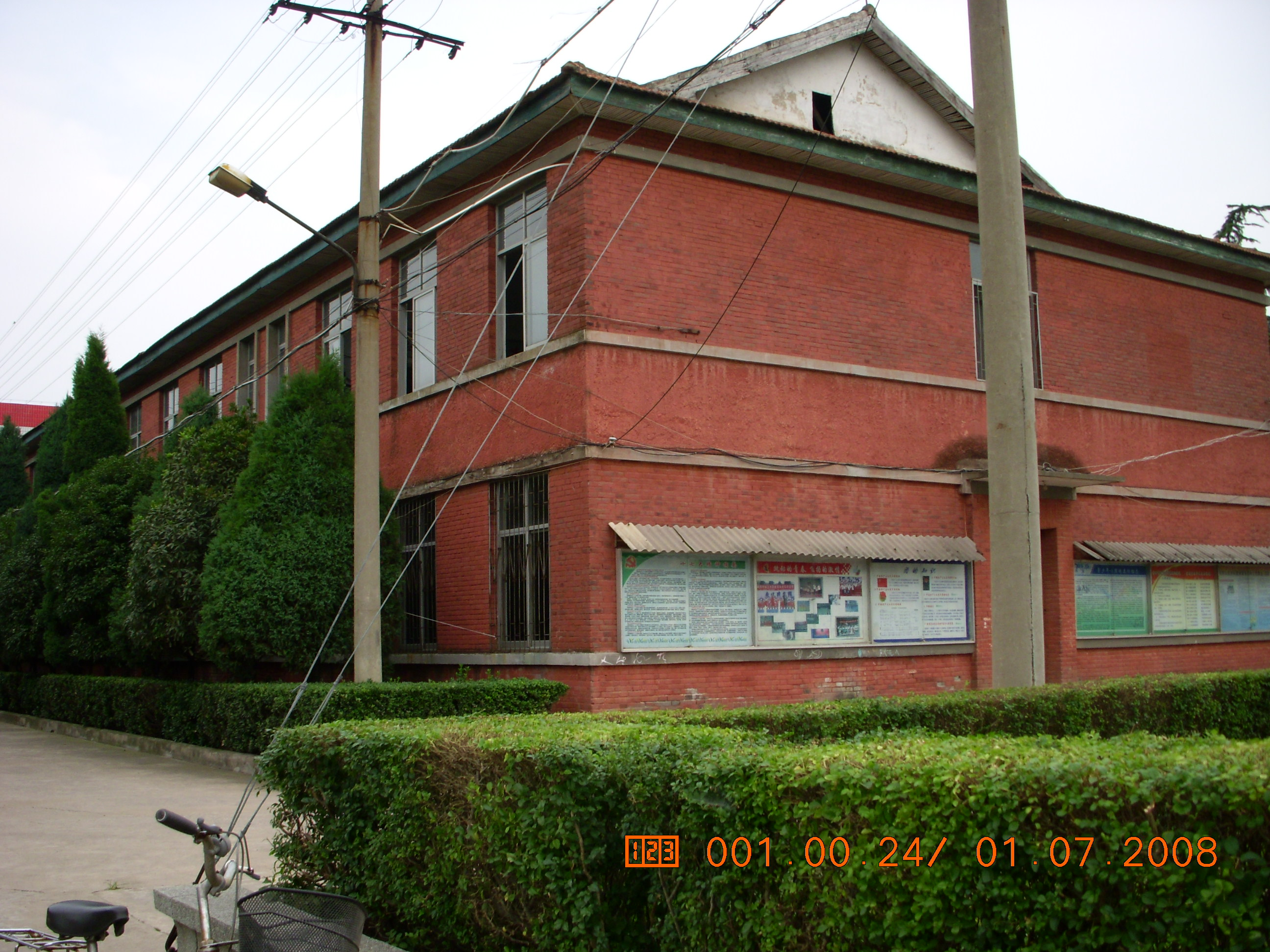
潢师红楼